# Felix Behrend (Mathematiker)
Felix Adalbert Behrend (* 23. April 1911 in Charlottenburg; † 27. Mai 1962 in Richmond, Australien) war ein deutsch-australischer Mathematiker.

## Leben
Behrend war der Sohn von Felix Wilhelm Behrend, Mathematik- und Physiklehrer an der Herderschule in Berlin, auf die auch Felix Behrend ging. Seine Schwester ist die britische Ökonomin Hilde Behrend.
Nach dem Abitur am Realgymnasium 1929 studierte er Mathematik und theoretische Physik an der Universität Hamburg und der Humboldt-Universität Berlin, wo er 1933 bei Erhard Schmidt in Zahlentheorie promoviert wurde (Über numeri abundantes). Schon vor seiner Dissertation hatte er drei Arbeiten über Zahlentheorie veröffentlicht. Nach der Machtergreifung der Nationalsozialisten verließ er als Jude Deutschland (wo sein Vater aufgrund jüdischer Abstammung als Schulleiter entlassen worden war), studierte an der Universität Cambridge und ging danach nach Zürich und Prag, wo er als Versicherungsmathematiker arbeitete und an der Karls-Universität forschte. Bei der Besetzung der Tschechoslowakei 1939 floh er nach Zürich und von da nach London, wurde aber als Deutscher 1940 interniert und nach Australien deportiert. 1942 wurde er entlassen und Tutor an der University of Melbourne, wo er sich weiter mit Zahlentheorie und projektiven Ebenen befasste. 1943 wurde er Lecturer und 1954 Associate Professor in Melbourne. In den 1950er Jahren wechselte sein Interessenschwerpunkt von der Zahlentheorie zur Allgemeinen Topologie. Er starb mit nur 51 Jahren.
Seine Witwe stiftete 1963 Behrend Memorial Lectures in Mathematik an der Universität Melbourne.
Er schrieb auch ein Kinderbuch Ulysses Father. Er stand in Briefwechsel mit Thomas Mann, den er im Exil in Prag kennenlernte.